# Tiếng Tây Ban Nha México
Tiếng Tây Ban Nha México (español mexicano) là một tập hợp giống của tiếng Tây Ban Nha như nói ở México và ở một số bộ phận của Hoa Kỳ và Canada.
Tây Ban Nha được đưa đến México vào thế kỷ 16. Như trong tất cả các quốc gia nói tiếng Tây Ban Nha khác (bao gồm cả Tây Ban Nha, các giọng nói và giống ngôn ngữ khác nhau tồn tại ở các vùng khác nhau của đất nước, vì cả lý do lịch sử và xã hội học. Trong số này, những giống được biết đến nhiều nhất ở ngoài nước là những giống của miền trung México cả hai giống có giáo dục và không có giáo dục chủ yếu vì thủ đô, Thành phố México, tổ chức hầu hết các phương tiện truyền thông đại chúng với dự báo quốc tế. Vì lý do này, hầu hết các bộ phim lồng tiếng được xác định ở nước ngoài với nhãn "Tây Ban Nha México" hoặc "Tây Ban Nha Mỹ Latinh" thực sự tương ứng với các loại trung tâm México.
Thành phố México được xây dựng trên địa điểm của Tenochtitlan, thủ đô của Đế chế Aztec. Bên cạnh người Aztec hay Mexica, khu vực này cũng là nơi có nhiều nền văn hóa khác nhau của người Nahuatl; do đó, nhiều người nói tiếng Nahuatl tiếp tục sống ở đó và trong khu vực xung quanh, đông hơn những người nói tiếng Tây Ban Nha, và tiếng Tây Ban Nha của miền trung México đã kết hợp một số lượng đáng kể các từ ngữ và văn hóa Nahuatl gốc Tây Ban Nha. Đồng thời, do vai trò trung tâm của thành phố México trong chính quyền thuộc địa của Tây Ban Nha mới, dân số của thành phố bao gồm một số lượng lớn người nói từ Tây Ban Nha, thành phố và các bang láng giềng México Trong lịch sử có xu hướng thực hiện một hiệu ứng tiêu chuẩn hóa đối với ngôn ngữ của toàn bộ khu vực miền trung của đất nước.

## Phương ngữ tương tự
Tiếng Tây Ban Nha México mới có nhiều điểm tương đồng với một phiên bản cũ hơn của tiếng Tây Ban Nha México. Một lượng nhỏ tiếng Tây Ban Nha được nói ở Philippines có truyền thống chịu ảnh hưởng của Tây Ban Nha México (vì lãnh thổ ban đầu được quản lý cho vương miện Tây Ban Nha của Thành phố México và sau đó được kiểm soát bởi Acapulco). Chavacano, một ngôn ngữ Creole có trụ sở tại Tây Ban Nha ở Philippines, dựa trên tiếng Tây Ban Nha México.